# Calochortus obispoensis
Calochortus obispoensis är en liljeväxtart som beskrevs av John Gill Lemmon. Calochortus obispoensis ingår i släktet Calochortus och familjen liljeväxter. Inga underarter finns listade.

## Bildgalleri

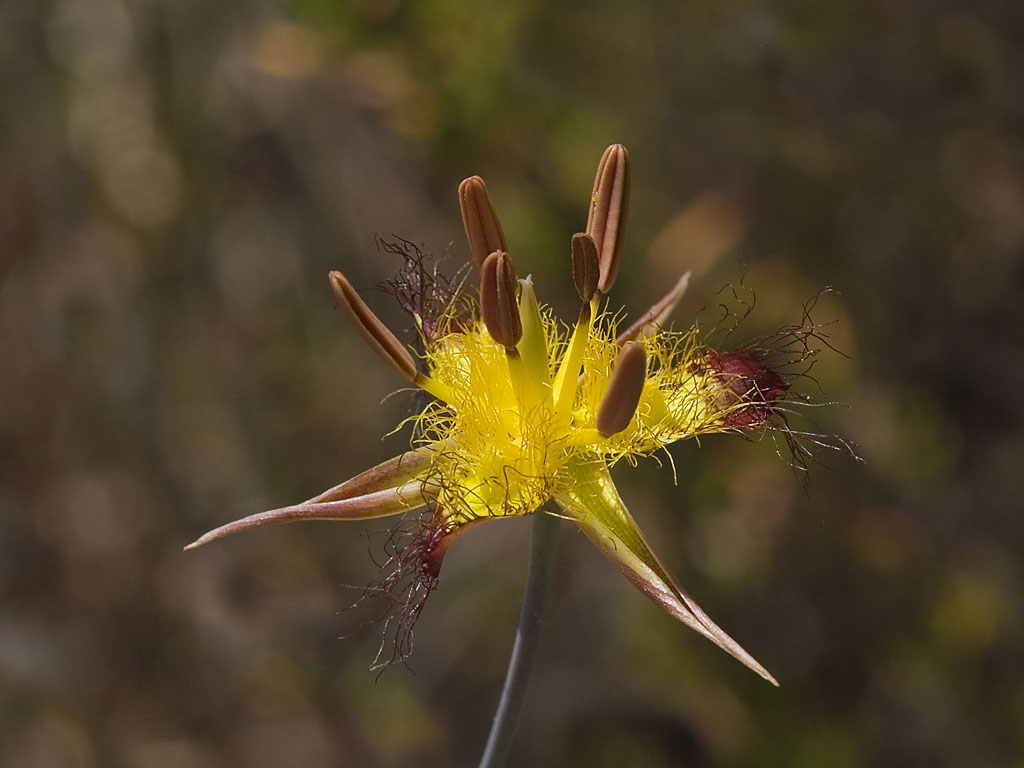
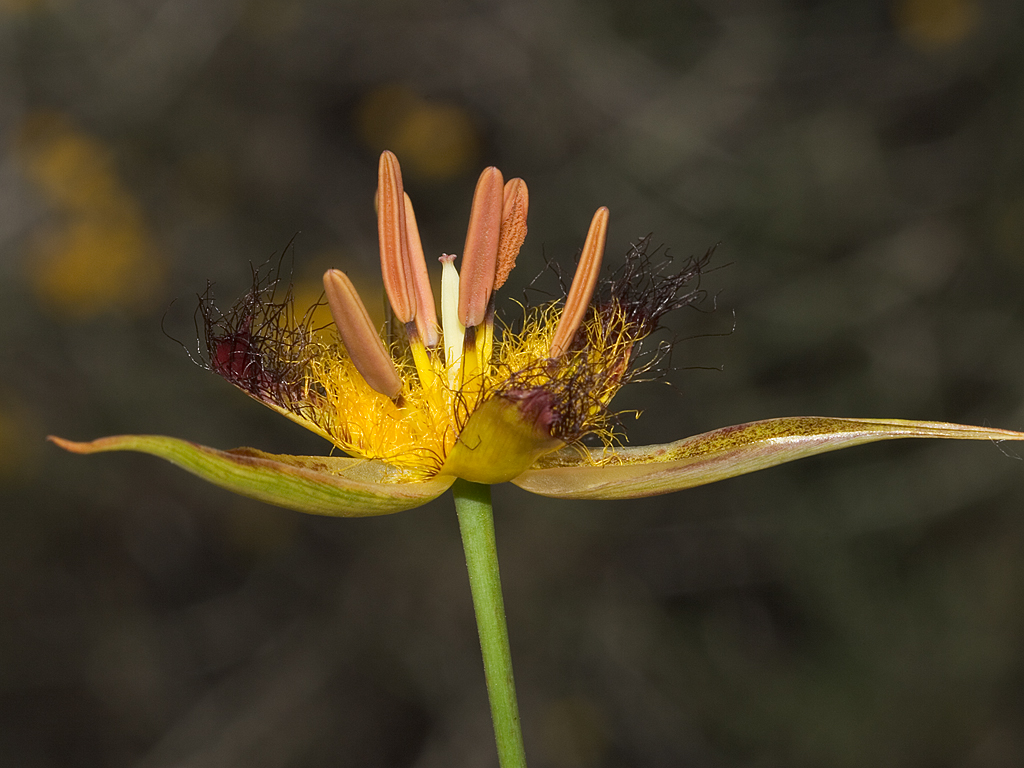
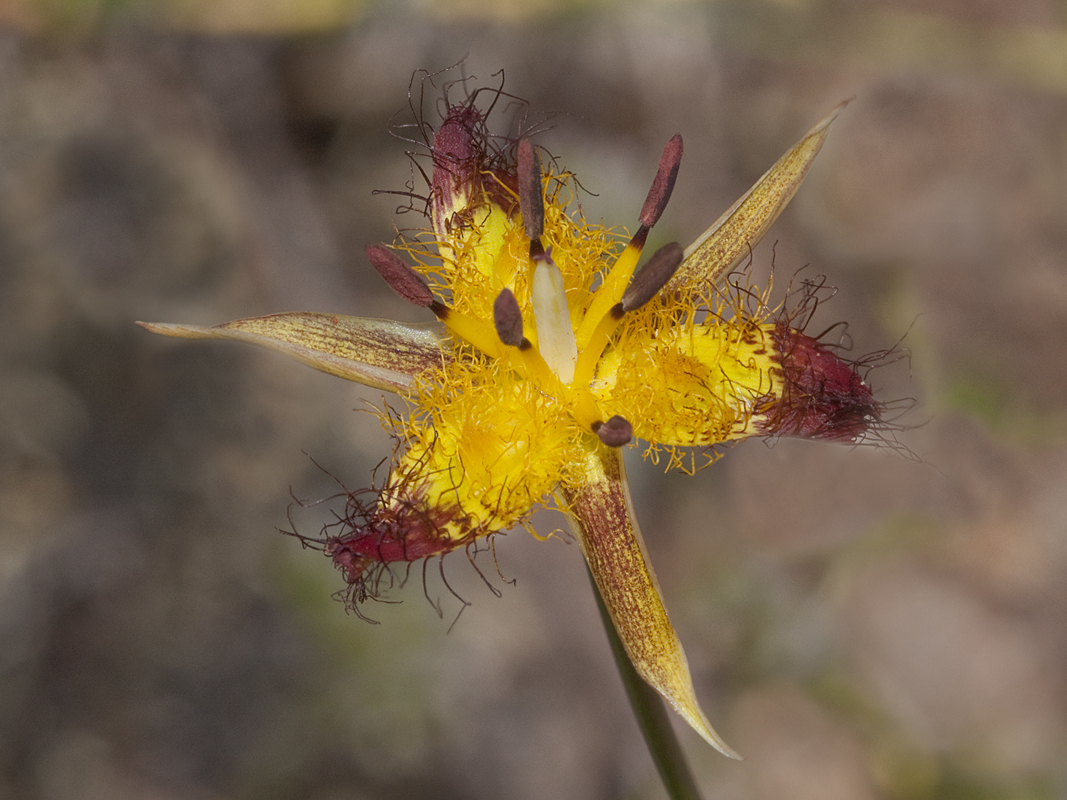
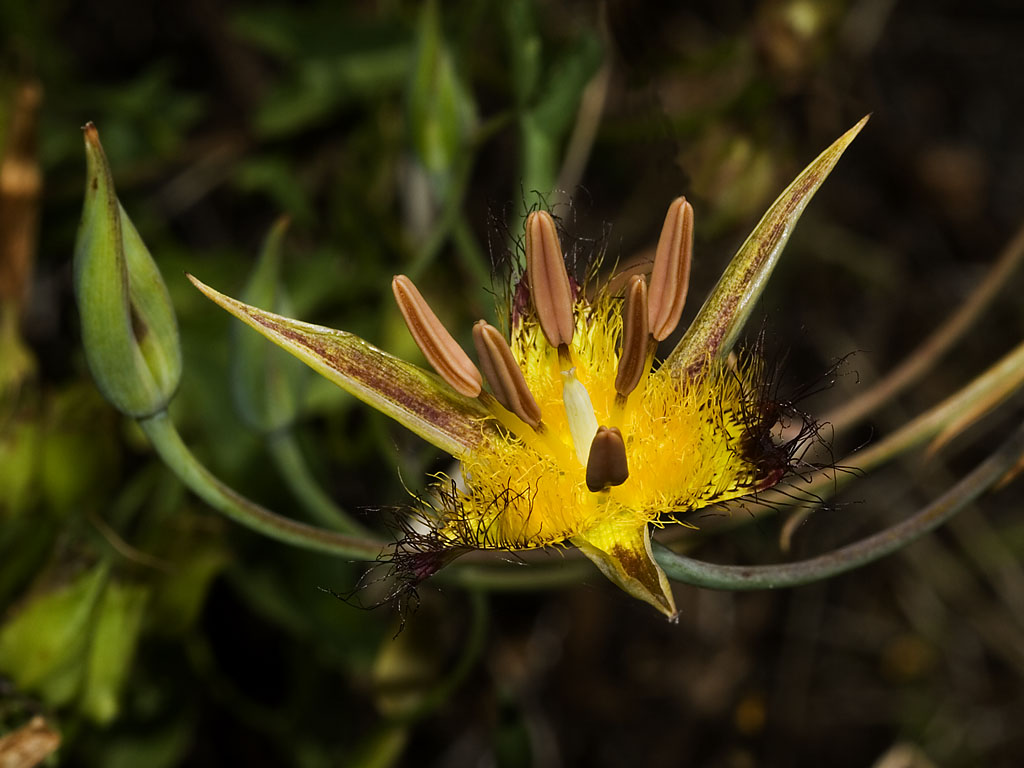
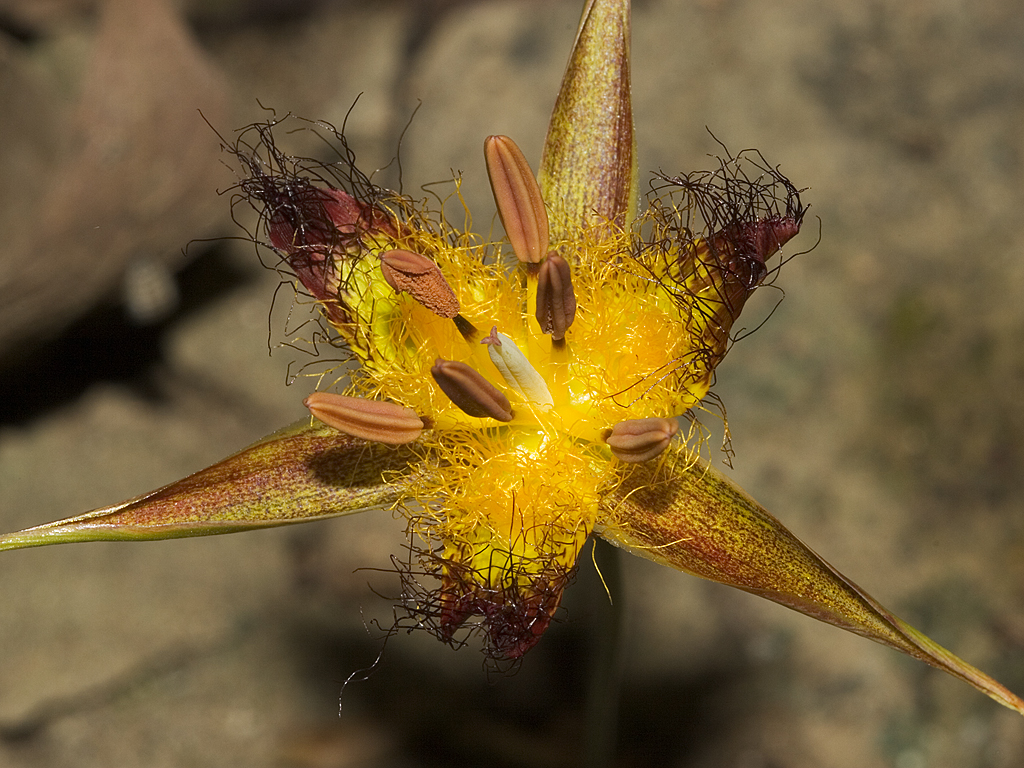